# جيرالدو دوترا بيريرا
جيرالدو دوترا بيريرا (بالبرتغالية: Geraldo Dutra Pereira) المعروف باسم جيرالداو (بالبرتغالية: Geraldão) (ولد في 24 أبريل 1963) هو لاعب كرة قدم برازيلي سابق وحاليا مدرب.
مثل جيرالداو منتخب البرازيل في بطولة كوبا أمريكا 1987.